# Faverolles-sur-Cher
Faverolles-sur-Cher – miejscowość i gmina we Francji, w Regionie Centralnym, w departamencie Loir-et-Cher.
Według danych na rok 1990 gminę zamieszkiwało 1056 osób, a gęstość zaludnienia wynosiła 68 osób/km² (wśród 1842 gmin Centre, Faverolles-sur-Cher plasuje się na 371. miejscu pod względem liczby ludności, natomiast pod względem powierzchni na miejscu 860.).